# Swing Easy!
Swing Easy! è un album del crooner statunitense Frank Sinatra, pubblicato nel 1954 dalla Capitol Records.

## Il disco
Secondo album per la Capitol e primo effettivo con gli arrangiamenti di Nelson Riddle, Swing Easy! (con o senza il punto esclamativo, a seconda delle edizioni), il disco si concentra su canzoni swing ritmate e con tocco gentile.
Le canzoni sono tutti standard di quella che viene considerata l'epoca d'oro della musica americana (cioè dalla fine della prima guerra mondiale all'avvento del rock and roll), come da consuetudine dei crooner del tempo. L'album si presenta però anche innovativo, soprattutto grazie all'interpretazione di Sinatra e agli arrangiamenti di Riddle, che provano ad aggiungere dissonanze, marce multiple e sincopature. Tra i compositori delle canzoni vi sono gli storici Cole Porter, Harold Arlen e Johnny Mercer.
L'album raggiunse la terza posizione nella classifica Billboard 200 e la quinta nella Official Albums Chart.

## Tracce
1. Jeepers Creepers (Warren, Mercer)
2. Taking a Chance on Love (Duke, Fetter, Latouche)
3. Wrap Your Troubles in Dreams (Barris, Koehler, Moll)
4. I'm Gonna Sit Right Down and Write Myself a Letter (Ahlert, Young)
5. Get Happy (Koehler, Arlen)
6. All of Me (Marks, Simons)
7. Sunday (Conn, Krueger, Miller, Styne)
8. Just One of Those Things (Porter)

## Musicisti
- Frank Sinatra - voce;
- Nelson Riddle - arrangiamenti;
- Heine Beau - arrangiamenti.